# Am Loderanger 4 (Nördlingen)

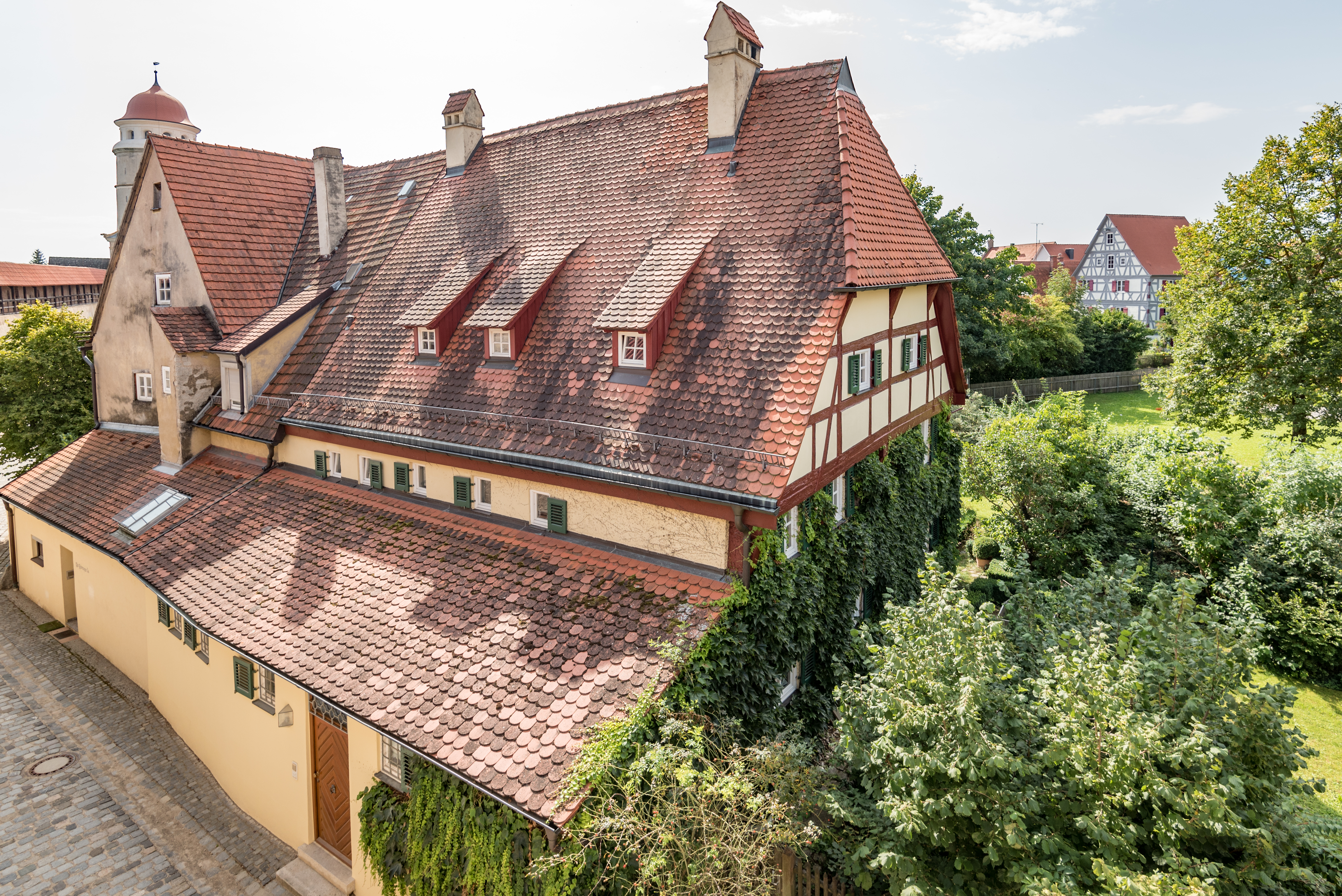
Fachwerkhaus Am Loderanger 4

Das Gebäude Am Loderanger 4 in Nördlingen, einer Stadt im schwäbischen Landkreis Donau-Ries in Bayern, wurde Mitte des 15. Jahrhunderts errichtet. Das Fachwerkhaus ist ein geschütztes Baudenkmal.
Das ehemalige Handwerkerhaus eines Lodwebers, der Lodenstoffe herstellte, ist ein zweigeschossiger Halbwalmdachbau mit Resten von Flechtwänden (geflochtene Ausfachungen) im Obergeschoss. 
Die Dachkonstruktion mit stehendem Stuhl und verplatteten Diagonalstreben ist typisch für das 15. Jahrhundert.